# 理查德·肖普
理查德·E·肖普（英語：Richard Edwin Shope，1901年12月25日—1966年10月2日）是一位美国病毒学家，1931年与其在洛克菲勒医学研究所的导师保罗·A·刘易斯共同在猪鼻中发现了甲型流感病毒。